# Evropský hokejový pohár 1994/1995
30. ročník hokejového turnaje Evropského poháru. Vítězem turnaje se stal klub Jokerit Helsinky.

## Předkolo
(Záhřeb, Chorvatsko)
- 1. Energija Elektrėnai (Lotyšsko) - 4 body
- 2. HK Zagreb (Chorvatsko) - 2 body
- 3. Ankara Büyükşehir Belediyesi (Turecko) - 0 bodů

## Skupina A
(Tilburg, Nizozemsko)
- 1. Cardiff Devils (Velká Británie) - 4 body
- 2. Torpedo Usť-Kamenogorsk (Kazachstán) - 4 body
- 3. Sokol Kyjev (Ukrajina) - 2 body
- 4. Tilburg Trappers (Nizozemsko) - 2 body

## Skupina B
(Budapešť, Maďarsko)
- 1. HK Acroni Jesenice (Slovinsko) - 6 bodů
- 2. Steaua Bucureşti (Rumunsko) - 4 body
- 3. Herning IK (Dánsko) - 2 body
- 4. Ferencvárosi TC Budapest (Maďarsko) - 0 bodů

## Skupina C
(Riga, Lotyšsko)
- 1. HC Rouen Dragons (Francie) - 6 bodů
- 2. HK Pardaugava Riga (Lotyšsko) - 4 body
- 3. Kreenholm Narva (Estonsko) - 2 body
- 4. Energija Elektrėnai - 0 bodů

## Skupina D
(Nowy Targ, Polsko)
- 1. HK Dukla Trenčín (Slovensko) - 6 bodů
- 2. KS Podhale Nowy Targ (Polsko) - 4 body
- 3. HK Zagreb - 2 body
- 4. HK Slavia Sofia (Bulharsko) - 0 bodů

## Skupina E
(Feldkirch, Rakousko)
- 1. EHC Kloten (Švýcarsko) - 5 bodů
- 2. VEU Feldkirch (Rakousko) - 5 bodů
- 3. Lillehammer IK (Norsko) - 2 body
- 4. CH Jaca (Španělsko) - 0 bodů

## Semifinálová skupina F
(Olomouc, Česko)
- 1. Lada Toľjatti (Rusko) - 5 bodů
- 2. HC Olomouc (Česko) - 5 bodů
- 3. Torpedo Usť-Kamenogorsk - 2 body
- 4. Steaua Bucureşti - 0 bodů

Utkání Olomouce
- Steaua Bucureşti - HC Olomouc 0:9 (0:3,0:5,0:1)
- HC Olomouc - Torpedo Usť-Kamenogorsk 7:4 (3:1,3:1,1:2)
- HC Olomouc - Lada Toľjatti 4:4 (0:2,1:2,3:0)

## Semifinálová skupina G
(Mnichov, Německo)
- 1. Maddogs München (Německo) - 6 bodů
- 2. EHC Kloten - 4 body
- 3. HK Pardaugava Riga - 2 body
- 4. Devils Milano (Itálie) - 0 bodů

## Semifinálová skupina H
(Minsk, Bělorusko)
- 1. Tivali Minsk (Bělorusko) - 5 bodů
- 2. HK Dukla Trenčín - 5 bodů
- 3. VEU Feldkirch - 2 body
- 4. Cardiff Devils - 0 bodů

## Semifinálová skupina J
(Kristianstad, Bělorusko)
- 1. Malmö IF (Švédsko) - 6 bodů
- 2. HC Rouen Dragons - 4 body
- 3. HK Acroni Jesenice - 2 body
- 4. KS Podhale Nowy Targ - 0 bodů

Maddogs München odřekl z finančních důvodů účast ve finále. Náhradníci Kloten a Rouen odmítli, proto postoupila až Riga.

## Finálová skupina K
(26. - 29. prosince 1994)
(Helsinki, Finsko)
- 1. Jokerit Helsinky (Finsko) - 6 bodů
- 2. HC Olomouc - 2 body
- 3. HK Pardaugava Riga - 2 body
- 4. Tivali Minsk - 2 body

Utkání Olomouce
- Jokerit Helsinky - HC Olomouc 6:1 (3:0,2:1,1:0)
- HK Pardaugava Riga - HC Olomouc 2:1 (0:1,2:0,0:0)
- HC Olomouc - Tivali Minsk 3:1 (0:1,1:0,2:0)

## Finálová skupina L
(26. - 29. prosince 1994)
(Turku, Finsko)
- 1. Lada Toľjatti - 5 bodů
- 2. TPS Turku (Finsko) - 5 bodů
- 3. Malmö IF - 2 body
- 4. HK Dukla Trenčín - 0 bodů

## O 3. místo
(30. prosince 1994 v Helsinkách)
- TPS Turku - HC Olomouc 8:1 (3:0,3:1,2:0)

## Finále
(30. prosince 1994 v Helsinkách)
- Jokerit Helsinky - Lada Toľjatti 4:2